# Municipio de Pleasant Grove (condado de Greenwood)
El municipio de Pleasant Grove (en inglés: Pleasant Grove Township) es un municipio ubicado en el condado de Greenwood en el estado estadounidense de Kansas. En el año 2010 tenía una población de 48 habitantes y una densidad poblacional de 0,31 personas por km².

## Geografía
El municipio de Pleasant Grove se encuentra ubicado en las coordenadas 37°46′52″N 96°2′5″O / 37.78111, -96.03472. Según la Oficina del Censo de los Estados Unidos, el municipio tiene una superficie total de 152.83 km², de la cual 151,45 km² corresponden a tierra firme y (0,9 %) 1,38 km² es agua.

## Demografía
Según el censo de 2010, había 48 personas residiendo en el municipio de Pleasant Grove. La densidad de población era de 0,31 hab./km². De los 48 habitantes, el municipio de Pleasant Grove estaba compuesto por el 97,92 % blancos y el 2,08 % eran de una mezcla de razas. Del total de la población el 0 % eran hispanos o latinos de cualquier raza.